# All-Star Game de la NBA 1961
El undécimo All-Star Game de la NBA de la historia se disputó el día 17 de enero de 1961 en el Onondaga County War Memorial Coliseum de la ciudad de Siracusa, Nueva York. El equipo de la Conferencia Este estuvo dirigido por Red Auerbach, entrenador de Boston Celtics y el de la Conferencia Oeste por Paul Seymour, de St. Louis Hawks. La victoria correspondió al equipo del Oeste, por 153-131, siendo elegido MVP del All-Star Game de la NBA el base de los Cincinnati Royals Oscar Robertson, que consiguió 23 puntos, 9 rebotes y 14 asistencias en su debut en un All-Star, rompiendo el récord que anteriormente poseía Bob Cousy con 13 pases de canasta. El mejor del Oeste fue Bob Pettit, que anotó 29 puntos. En este encuentro se anotó el mayor número de puntos en un cuarto, los 47 que consiguió el equipo del Oeste en el primero.

## Estadísticas

### Conferencia Oeste
| CONFERENCIA OESTE           |     |     |     |     |     |     |     |     |
| Jugador, Equipo             | MIN | TCA | TCI | TLA | TLI | REB | AST | PTS |
| Elgin Baylor, Los Angeles   | 27  | 3   | 11  | 9   | 10  | 10  | 4   | 15  |
| Clyde Lovellette, St. Louis | 31  | 10  | 19  | 1   | 1   | 10  | 3   | 21  |
| Bob Pettit, St. Louis       | 32  | 13  | 22  | 3   | 7   | 9   | 0   | 29  |
| Gene Shue, Detroit          | 23  | 6   | 10  | 3   | 4   | 3   | 6   | 15  |
| Oscar Robertson, Cincinnati | 34  | 8   | 13  | 7   | 9   | 9   | 14  | 23  |
| Wayne Embry, Cincinnati     | 8   | 2   | 4   | 0   | 0   | 3   | 0   | 4   |
| Walter Dukes, Detroit       | 17  | 3   | 6   | 2   | 2   | 4   | 1   | 8   |
| Bailey Howell, Detroit      | 16  | 5   | 10  | 3   | 4   | 3   | 3   | 13  |
| Cliff Hagan, St. Louis      | 13  | 0   | 2   | 2   | 2   | 2   | 0   | 2   |
| Jerry West, Los Angeles     | 25  | 2   | 8   | 5   | 6   | 2   | 4   | 9   |
| Rod Hundley, Los Angeles    | 14  | 6   | 10  | 2   | 2   | 0   | 2   | 14  |
| 'Totales                    | 240 | 58  | 115 | 37  | 47  | 55  | 37  | 153 |

MIN: Minutos. TCA: Tiros de campo anotados. TCI: Tiros de campo intentados. TLA: Tiros libres anotados. TLI: Tiros libres intentados. REB: Rebotes. AST: Asistencias. PTS: Puntos

### Conferencia Este
| CONFERENCIA ESTE               |     |     |     |     |     |     |     |     |
| Jugador, Equipo                | MIN | TCA | TCI | TLA | TLI | REB | AST | PTS |
| Tom Heinsohn, Boston           | 19  | 2   | 16  | 0   | 0   | 6   | 1   | 4   |
| Dolph Schayes, Syracuse        | 27  | 7   | 15  | 7   | 7   | 6   | 3   | 21  |
| Wilt Chamberlain, Philadelphia | 38  | 2   | 8   | 8   | 15  | 18  | 5   | 12  |
| Bob Cousy, Boston              | 33  | 2   | 11  | 0   | 0   | 3   | 8   | 4   |
| Richie Guerin, New York        | 15  | 3   | 8   | 5   | 6   | 0   | 2   | 14  |
| Paul Arizin, Philadelphia      | 17  | 6   | 12  | 5   | 6   | 2   | 1   | 17  |
| Willie Naulls, New York        | 16  | 4   | 6   | 0   | 1   | 6   | 2   | 8   |
| Larry Costello, Syracuse       | 5   | 1   | 2   | 0   | 0   | 0   | 0   | 2   |
| Bill Russell, Boston           | 28  | 9   | 15  | 6   | 8   | 11  | 1   | 24  |
| Tom Gola, Philadelphia         | 25  | 6   | 13  | 2   | 4   | 5   | 3   | 14  |
| Hal Greer, Syracuse            | 18  | 7   | 11  | 0   | 0   | 6   | 2   | 14  |
| Totales                        | 204 | 49  | 117 | 33  | 47  | 63  | 28  | 131 |

MIN: Minutos. TCA: Tiros de campo anotados. TCI: Tiros de campo intentados. TLA: Tiros libres anotados. TLI: Tiros libres intentados. REB: Rebotes. AST: Asistencias. PTS: Puntos